# Meteorologiåret 1985

## Händelser

### Januari
- Januari - Europa drabbas av en köldvåg, och snön ligger halvmetertjock i Rom, Italien och Cannes, Frankrike.[1]
- Januari-februari – Sverige upplever sina kallaste månader någonsin under de senaste århundradena.[2]
- 3-4 januari – Oväder med snökaos i Småland, Sverige ger en meter nysnö. SMHI uppskattar snödjupet runt Misterhult till 150 centimeter. Trafiken lamslås [3][4].
- 13 januari – I Karajukica Bunari i Zlatibordistriktet i Serbien i Jugoslavien uppmäts temperaturen - −39.5 °C (−39.1 °F), vilket blir Serbiens lägst uppmätta temperatur någonsin [5].
- 17 januari – I Mouthe, Doubs, Frankrike uppmäts temperaturen −41.0 °C (−41.8 °F), vilket blir Frankrikes lägst uppmätta temperatur någonsin [6].

### Februari
- Februari – I Vittangi, Sverige uppmäts medeltemperaturen - 27.2 °C vilket blir Sveriges lägsta uppmätta medeltemperatur för en månad [7].

Öresund frös igen och sista färjan mellan Limhamn- Dragör går kl 22.00. Resenärer som skulle till värmen fick spendera många timmar på Kastrup för att komma iväg eftersom sista chansen( tiden innan bron) var med färjan 22.00. - 20° i Skåne under flera dygn.

### Mars
- 3-4 mars - Minnesota, USA drabbas av en svår snöstorm. Skolorna i International Falls stänger [8].

### April
- 25 april-6 maj – Marken vid Zinkgruvan i Sverige ovanligt länge med tanke på årstiden, första dagen är snödjupet 26 centimeter [9].
- 30 april - I Sverige råder snöslask på Valborgsmässoafton i Lund, medan snön ligger decimeterdjup på vissa ställen i Småland [10].

### Maj
- 22 maj – Ett sent snöfall rapporteras i Medelpad, Sverige. 11 centimeter uppmäts vid Sundsvall-Härnösand flygplats [11].
- 25 maj – Tiotusentals personer dödas i Bangladesh, då en våldsam cyklon drar in över Bangladesh från Bengaliska viken.[2]
- 30 maj – En tornado slår till i Lakefields i Minnesota, USA med en vindhastighet på 67 mph i Twin Cities [12].

### Juni
- 6 juni - Sverige upplever sin kallaste nationaldag någonsin, med + 8,2°C mitt på dagen som dygnets högsta temperatur [13].

### Juli
- 23 juli - En storm med höga byvindshastigheter härjar utanför svenska ön Öland [14] samt Smålandskusten, med dödsfall då segelbåtar kapsejsar [15].

### Augusti
- 11 augusti
  - Ett oväder drar fram över Norrbotten, Sverige.[16]
  - Den amerikanska väderlekstjänsten döms av en domstol i Boston till höga skadestånd för att på grund av oförlitliga rapporter ha orsakat tre hummerfiskares död vid en svår storm utanför Massachusetts i november 1980.[2]

### September
- September - I Sverige drabbas Dalarna och Hälsingland av höstflöde efter översvämningar [17].
- September-oktober - Sverige upplever så kallad brittsommar [18].
- 23 september – En tidig snöstorm härjar i Minnesota och Wisconsin i USA [19].
- 27-28 september - Orkanen Gloria härjar i de östra delarna av USA.
- 30 september – 4 inch snö faller över Ely i Minnesota, USA [19].

### Oktober
- 26 oktober – Indiansommar råder i Minnesota, USA [20].

### November
- 27 november – En köldvåg härjar i Minnesota, USA [21].
- 30 november - Snödjupet i Singö, Sverige uppmäts till 57 centimeter vilket är uppländskt novemberrekord [22].

### December
- 30 december – Kyla i Gästrikland gör att längdskidåkningstävlingenJädraåsloppet ställs in.[2]

### Okänt datum
- Torne älv i Sverige drabbas av svår islossning [23].

## Avlidna
- 19 mars – Erik Palmén, finländsk-amerikansk meteorolog.
- 6 december – Helmut Landsberg, tysk klimatolog och meteorolog.

### Fotnoter
1. ↑  Horisont 1985, Bertmarks förlag, sidan 7 - Oväntat kall vinter
2. 1 2 3 4   Horisont 1985. Bertmarks
3. ↑  SMHI
4. ↑  SMHI Arkiverad 25 mars 2015 hämtat från the Wayback Machine.
5. ↑  Temperature Regime in Serbia Republic Hydrometeorological Service of Serbia
6. ↑  ”>”. Comprendre.meteofrance.com. Arkiverad från originalet den 13 maj 2009. https://web.archive.org/web/20090513102352/http://comprendre.meteofrance.com/pedagogique/dossiers/phenomenes/les_grands_froids?page_id=2764&document_id=4578&portlet_id=18309. Läst 20 augusti 2010.
7. ↑  SMHI Arkiverad 9 september 2010 hämtat från the Wayback Machine.
8. ↑  Famous Minnesota Winter Storms (Listed Chronologically) Arkiverad 7 januari 2009 hämtat från the Wayback Machine.
9. ↑  SMHI
10. ↑  ”SMHI”. Arkiverad från originalet den 6 september 2010. https://web.archive.org/web/20100906052637/http://www.smhi.se/kunskapsbanken/meteorologi/valborgsvader-1.5843. Läst 4 februari 2011.
11. ↑  SMHI
12. ↑  ”Arkiverade kopian”. Arkiverad från originalet den 16 juli 2010. https://web.archive.org/web/20100716103814/http://www.climate.umn.edu/pdf/day_in_weather_history/may_wx_history.pdf. Läst 16 februari 2011.
13. ↑  ”SMHI”. Arkiverad från originalet den 9 september 2010. https://web.archive.org/web/20100909023440/http://www.smhi.se/kunskapsbanken/meteorologi/nationaldagsvader-1.7048. Läst 15 februari 2011.
14. ↑  ”SMHI”. Arkiverad från originalet den 4 mars 2016. https://web.archive.org/web/20160304201652/http://www.smhi.se/nyhetsarkiv/stormbyar-pa-vastkusten-1.4835. Läst 6 februari 2011.
15. ↑  ”SMHI”. Arkiverad från originalet den 25 augusti 2010. https://web.archive.org/web/20100825210840/http://www.smhi.se/kunskapsbanken/meteorologi/tropiska-orkaner-kan-paverka-vadret-i-sverige-1.7279. Läst 15 februari 2011.
16. ↑  ”SMHI”. Arkiverad från originalet den 18 april 2011. https://web.archive.org/web/20110418031323/http://www.smhi.se/kunskapsbanken/meteorologi/norrbottens-klimat-1.5008. Läst 5 februari 2011.
17. ↑  ”SMHI”. Arkiverad från originalet den 15 november 2012. https://web.archive.org/web/20121115095654/http://www.smhi.se/kunskapsbanken/hydrologi/1985-hostflode-i-dalarna-och-halsingland-1.12788. Läst 2 februari 2011.
18. ↑  SMHI
19. 1 2  ”Arkiverade kopian”. Arkiverad från originalet den 26 juli 2010. https://web.archive.org/web/20100726102501/http://www.climate.umn.edu/pdf/day_in_weather_history/september_wx_history.pdf. Läst 16 februari 2011.
20. ↑  ”Arkiverade kopian”. Arkiverad från originalet den 26 juli 2010. https://web.archive.org/web/20100726102332/http://www.climate.umn.edu/pdf/day_in_weather_history/october_wx_history.pdf. Läst 16 februari 2011.
21. ↑  ”Arkiverade kopian”. Arkiverad från originalet den 16 juli 2010. https://web.archive.org/web/20100716104924/http://www.climate.umn.edu/pdf/day_in_weather_history/november_wx_history.pdf. Läst 16 februari 2011.
22. ↑  SMHI Arkiverad 4 januari 2014 på WebCite
23. ↑  SMHI